# The Essential Scorpions
The Essential Scorpions è una raccolta della band Hard rock/Heavy metal tedesca Scorpions.

## Tracce
1. Rock You Like a Hurricane 4:12
2. Can't Explain
3. Rhythm of Love 3:47
4. Big City Nights 4:09
5. Lovedrive 4:49
6. Is there anybody there? 3:55
7. Holiday 6:22
8. Still Loving You 6:29
9. No One Like You 3:57
10. Blackout 3:49
11. Another Piece of Meat 3:30
12. You Give Me All I Need 3:39
13. Hey you 3:48 (Bonus track in Animal Magnetism)
14. The Zoo 5:28
15. China White 6:59